# تل العروس

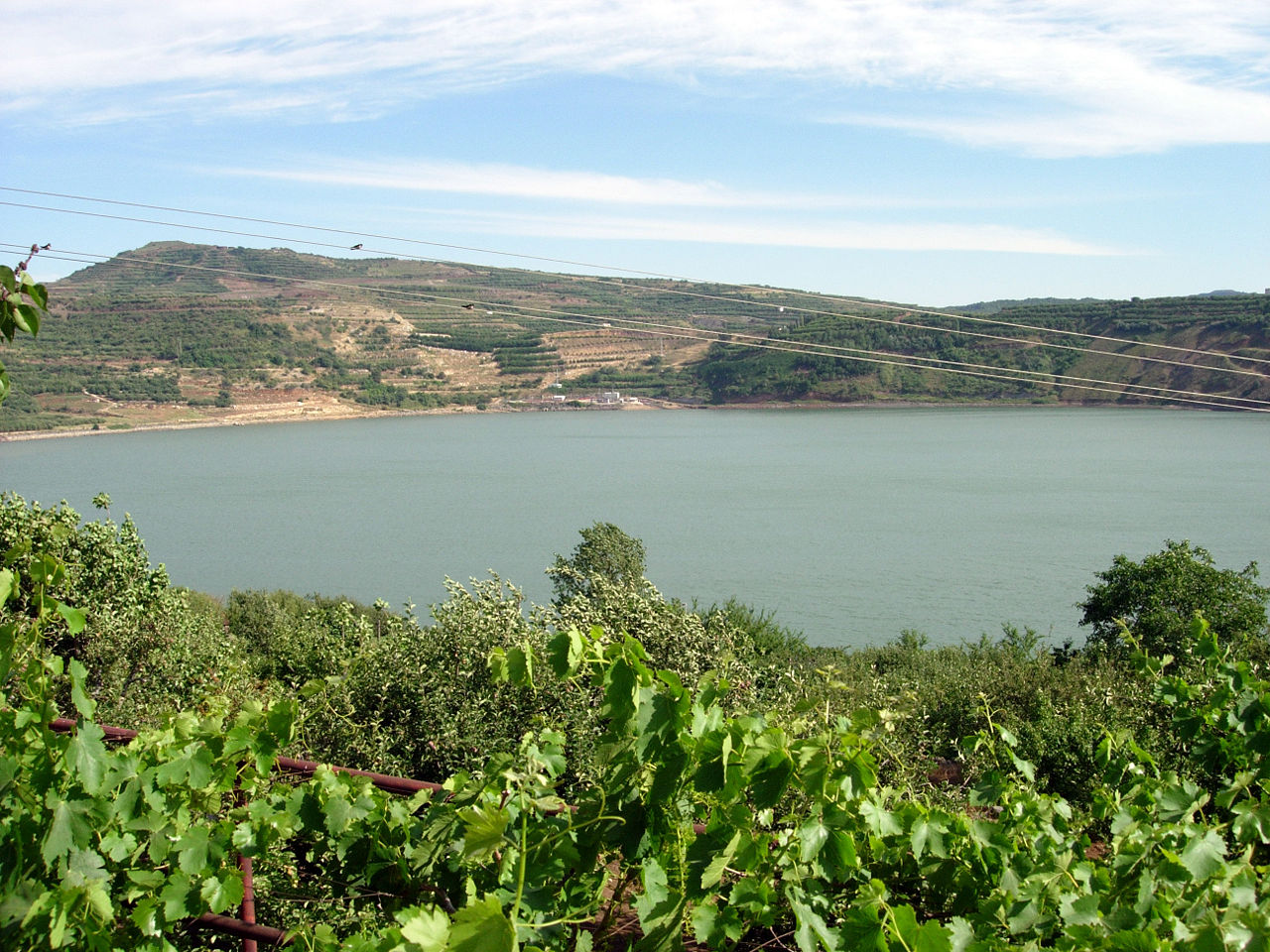
تل العروس

تل العروس أو تل صدر العروس جبل بركاني يقع في هضبة الجولان في سوريا ويبلغ ارتفاعه 1,198 متر (3,930 قدم)